# ديانكو سيمبين
ديانكو سيمبين (بالفرنسية: Diankou Sembene)‏ ممثل سنغالي. اشتهر بدور السيد نداي في فيلم الدراما أتلانتيكس سنة 2019.

## مسيرته
في عام 2019، تم اختيار سيمبين لفيلم أتلانتيكس، من إخراج ماتي ديوب كأول فيلم روائي طويل لها. عرض الفيلم لأول مرة في العاصمة داكار قبل عرضه في السنغال. لقي الفيلم إشادة من قبل النقاد، وعرض في العديد من المهرجانات السينمائية. حصل الفيلم لاحقًا على الجائزة الكبرى في مهرجان كان السينمائي 2019.
بعد نجاح الفيلم، مثّل سيمبين في المسلسل التلفزيوني الإيطالي (ZeroZeroZero)، وفيلم هولندي قصير بعنوان «الفساد».

## أعماله
| السنة | الفيلم      | الدور                 | النوع          | المرجع |
| ----- | ----------- | --------------------- | -------------- | ------ |
| 2019  | أتلانتيكس   | السيد ندياي           | فيلم           | [ 6 ]  |
| 2019  | صفر صفر صفر | المفتش العام عمر سكوس | مسلسل تلفزيوني |        |
| 2019  | الفساد      | رئيس الشرطة           | فيلم قصير      |        |

## روابط خارجية
- ديانكو سيمبين على موقع IMDb (الإنجليزية)
- ديانكو سيمبين على موقع ألو سيني (الفرنسية)